# Ecsődi Ákos
Ecsődi Ákos (Pusztaalmás-Naszály, 1902. december 27. – Budapest, 1983. szeptember 5.) magyar festőművész, rajztanár.

## Életpályája
Szülei: Ecsődi Antal és Komornik Melinda voltak. A Komárom vármegyei Pusztaalmás-Naszályon született, de nyolcéves korában a család Budapestre költözött. A Képzőművészeti Főiskola növendéke lett, Csók István osztályába került. Negyedévesként a mester tanársegédje lett, továbbképzősként két évig saját műteremben dolgozhatott. Az Újság című lap szerint: „Csók István növendékei közül Ecsődi Ákos a legkülönb”. 1925-ben tanári oklevelet szerzett. 1927–1928 között fél évet Párizsban töltött tanulmányúton; ezt a Szinyei Társaság ösztöndíja tette lehetővé számára. 1928-ban és 1930-ban kollekcióval szerepelt az Ernst Múzeumban. Törzstagja lett az Új Művészek Egyesületének, tagja a KÉVE festő-csoportnak; műveit a Nemzeti Szalonban, a Műcsarnokban és a Tavaszi Szalonban is kiállították. Festményeit bemutatták a New York-i chicagoi magyar kiállításon is.
32 évesen kezdett el rajzot tanítani, először a fővárosi Werbőczy Gimnáziumban oktatott hat éven át. 1940-ben került a makói főgimnáziumba. A tanítás felemésztette minden energiáját, festésre csak vasárnap jutott ideje. 1947-ben és 1949-ben helyi művészek társaságában mutatták be képeit. A városban töltött évei alatt előadásokat tartott, tanulmányokat írt, szakfelügyelőként is dolgozott.
1952-ben megszűnt a rajzoktatás a gimnáziumokban, ezért két évig általános iskolákban tanított. 1954-ben családi körülményei miatt visszatért Budapestre, ahol egészen 1968-ig tanított. 1983-ban hunyt el.

## Ismertebb képei
- A budapesti déli összekötő vasúti híd
- Csendélet teáskannával és merőkanállal[5]
- Gyöngysoros nő
- Májusfa
- Párkák
- Piroskalapos nő
- Tanárok

## Díjai
- Szinyei-díj

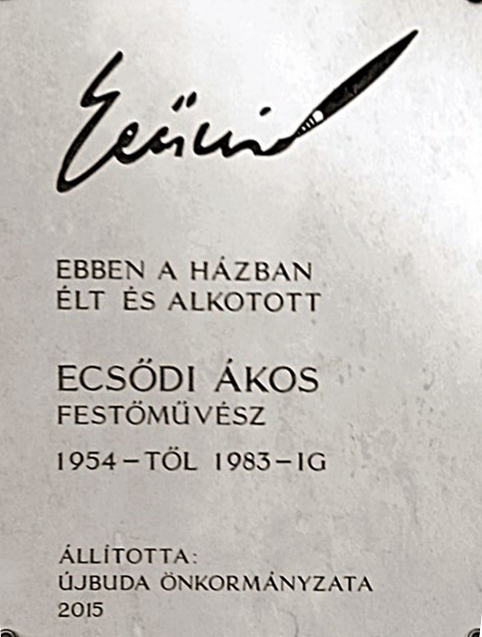
Emléktábláblája. XI. kerület Battók Béla út 51.

- Szinyei Merse Pál Társaság ösztöndíja
- Nemzeti Szalon elismerő oklevele
- 1927: Nemes Marcell-díj

## Egyéni kiállításai
- 1928, 1930 – Ernst Múzeum, Budapest
- 1975 – József Attila Könyvtár és Múzeum, Makó
- 1987 – Fővárosi Művelődési Ház, Budapest • Fészek Klub, Budapest
- 1996 – Árkád Galéria, Budapest (emlékkiállítás)

## Válogatott csoportos kiállítások
- 1923 – Magyar egyetemi és főiskola hallgatók országos szöv. kiállítása, Nemzeti Szalon, Budapest
- 1924 – Magyar Képzőművészeti Főiskola kiállítása, Ernst Múzeum, Budapest
- 1927 – Tavaszi Szalon, Nemzeti Szalon
- 1929 – KÉVE XX. kiállítása, Nemzeti Szalon
- 1930 – Munkácsy Céh, III. kiállítása, Ernst Múzeum, Budapest • UME II. kiállítása, Nemzeti Szalon
- 1932 – Ernst L. és Lázár B. tiszteletére rendezett jubileumi kiállítás, Ernst Múzeum, Budapest.

## Művei közgyűjteményekben
- Magyar Nemzeti Galéria, Budapest.